# IC 3891
IC 3891 ist eine Spiralgalaxie vom Hubble-Typ S im Sternbild Jagdhunde. Sie ist schätzungsweise 458 Millionen Lichtjahre von der Milchstraße entfernt. 
Das Objekt wurde am 21. März 1903 von Max Wolf entdeckt.